# Colonia Santa Úrsula
Colonia Santa Úrsula är en ort i Mexiko.   Den ligger i kommunen Temixco och delstaten Morelos, i den sydöstra delen av landet, 60 km söder om huvudstaden Mexico City. Colonia Santa Úrsula ligger 1 507 meter över havet och antalet invånare är 632.
Terrängen runt Colonia Santa Úrsula är huvudsakligen kuperad, men österut är den platt. Runt Colonia Santa Úrsula är det mycket tätbefolkat, med 1 517 invånare per kvadratkilometer. Närmaste större samhälle är Cuernavaca, 6,2 km nordost om Colonia Santa Úrsula. I omgivningarna runt Colonia Santa Úrsula växer huvudsakligen savannskog.